# Raspberries
Raspberries (с англ. — «Малина») — американская поп-рок-группа, образованная в 1970 году в Кливленде, штат Огайо. Они добились успеха на музыкальной сцене начала 1970-х годов благодаря своему поп-рок-звучанию, которое AllMusic позже описал как «изысканно созданные мелодии и мучительно великолепные гармонии». Участники группы были известны своим опрятным публичным образом и соответствующими костюмами, что привлекло к ним внимание подростков-бопперов, а также презрение со стороны некоторых основных СМИ как «некрутых». Группа черпала вдохновение из эпохи британского вторжения — особенно The Beatles, The Who, The Hollies и Small Faces — и ее чувствительности к модам. И в США, и в Великобритании Raspberries стали первопроходцами жанра пауэр-поп, который взлетел после распада группы. У них также были последователи среди профессиональных музыкантов, таких как Джек Брюс, Ринго Старр и Кортни Лав.
«Классический» состав группы состоял из Эрика Кармена (вокал, гитары, бас, фортепиано), Уолли Брайсона (гитары), Дэйва Смолли (гитары, бас) и Джима Бонфанти (ударные). Их самые известные песни включают «Go All the Way», «Let's Pretend», «I Wanna Be with You», «Tonight» и «Overnight Sensation (Hit Record)». Продюсер Джимми Иеннер отвечал за все четыре альбома Raspberries в 1970-х годах. Группа распалась в 1975 году после пятилетнего существования, и Эрик Кармен приступил к успешной карьере сольного исполнителя. Брайсон и Смолли воскресили название группы для мини-альбома Refreshed (2000), в котором вокалистом был певец и автор песен Скотт МакКарл. В 2004 году оригинальный квартет воссоединился и в 2005 году провел успешный тур в поддержку воссоединения.

## Дискография
Смотри статью «Дискография Raspberries» в англ. разделе.
- Raspberries (1972)
- Fresh (1972)
- Side 3 (1973)
- Starting Over (1974)